# James Monroe Deems

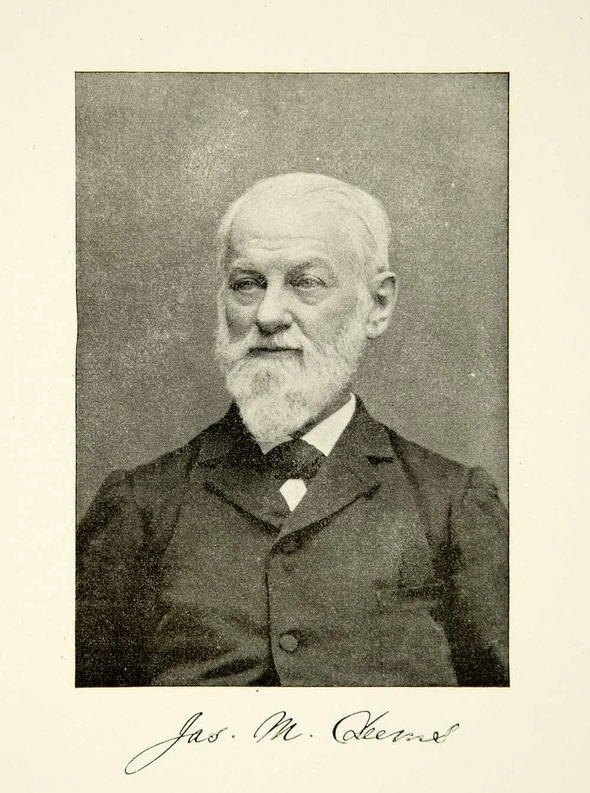
James Monroe Deems

James Monroe Deems (* 5. Januar 1818 in Baltimore; † 18. April 1901 ebenda) war ein US-amerikanischer Komponist und Offizier sowie Brevet-Brigadegeneral im Sezessionskrieg.

## Leben
Nachdem Deems in Baltimore Unterricht in verschiedenen Orchesterinstrumenten und Klavier erhalten hatte, war er ab 1839 in Dresden Celloschüler von Justus Johann Friedrich Dotzauer. Nach seiner Rückkehr in die USA 1841 unterrichtete er in Baltimore und ab 1848 an der University of Virginia Musik.
Zu Beginn des Sezessionskrieges 1861 beteiligte er sich an der Aufstellung der First Maryland Cavalry. 1863 nahm er als Regimentskommandeur im Rang eines Oberstleutnants an allen Kavallerieschlachten unter General John Irvin Gregg in Brandy Station, Aldie, Gettysburg und Shepherdstown teil. Im Herbst des Jahres schied er wegen einer Rheumaerkrankung aus dem aktiven Militärdienst aus. 1865 ernannte ihn der Kongress für seine Tapferkeit auf dem Schlachtfeld zum Brevet-Brigadegeneral.
Nach dem Krieg lebte er erneut als Cellist und Musiklehrer in Baltimore. Er komponierte eine Große Oper, eine Operette und das Oratorium Nebukadnezar sowie zahlreiche Lieder mit Klavierbegleitung.
| Personendaten    | Personendaten                                                                           |
| ---------------- | --------------------------------------------------------------------------------------- |
| NAME             | Deems, James Monroe                                                                     |
| KURZBESCHREIBUNG | US-amerikanischer Komponist und Offizier sowie Brevet-Brigadegeneral im Sezessionskrieg |
| GEBURTSDATUM     | 5. Januar 1818                                                                          |
| GEBURTSORT       | Baltimore                                                                               |
| STERBEDATUM      | 18. April 1901                                                                          |
| STERBEORT        | Baltimore                                                                               |